# Рене Лакост
Жан Рене Лакост (фр. Jean René Lacoste; Париз, 2. јул 1904 — Сен Жан де Љуз, 2. октобар 1996) је био познати француски тенисер, бизнисмен и иноватор, кога су навијачи звали „крокодил“. Најпознатији је по компанији Лакост која производи мајице за тенис а која је почела са радом 1929.
Лакост је био један од „Четири мускетара“ француског тениса који су доминирали тенисом двадесетих година 20. века. Освојио је 7 гренд слем турнира у појединачној конкуренцији. Никада није освојио Аустралијан опен.
Учествовао је на Летњим олимпијским играма 1924. у Паризу, где је у конкуренцији мушких парова освојио бронзану медаљу.

## Гренд слем резултати

### Ролан Гарос
- Шампион у синглу: 1925, 1927, 1929.
  - Финалиста у синглу: 1926, 1928.
- Шампион у дублу: 1925, 1929.
  - Финалиста у дублу: 1927.

### Вимблдон
- Шампион у синглу: 1925, 1928.
  - Финалиста у синглу: 1924.
- Шампион у дублу: 1925.

### Отворено првенство САД
- Шампион у синглу: 1926, 1927.
  - Финалиста у мешовитим паровима: 1926, 1927.